# Serie de la Academia Nacional de Agronomía y Veterinaria
La Serie de la Academia Nacional de Agronomía y Veterinaria es una colección de libros con temas de veterinaria y agronomía, editado por la Academia Nacional de Agronomía y Veterinaria.

## Libros publicados
Hasta el 2014:
- N.º 1. 1961. II Congreso Nacional de Veterinaria (En conmemoración del Sesquicentenario de la Revolución de Mayo)
- N.º 2. 1967. Actas del Congreso Argentino de la Producción Animal. 2 volúmenes (En conmemoración del Sesquicentenario del
- N.º 3. 1967. Federico Reichert. En la cima de las montañas y de la vida.
- N.º 4. 1969. Simposio del Trigo.
- N.º 5. 1979. Walter F. Kugler. La erosión del suelo en la Cuenca del Plata.
- N.º 6. 1979. Simposio. Las proteínas en.la Alimentación del Hombre. Conjuntamente por las Academias Nacionales de Agronomía y Veterinaria, de Medicina y de Ciencias Exactas, Físicas y Naturales.
- N.º 7. 1989. Antonio Pires. Historia de la Academia Nacional de Agronomía y Veterinaria: 1904-1986.
- N.º 8. 1992. Lorenzo Parodi y Ángel Marzocca. Agricultura prehispánica y colonial. (Edición conmemorativa del V Centenario del Descubrimiento de América).
- N.º 9. 1993. Ángel Marzocca. Index de plantas colorantes, tintóreas y curtientes.
- N.º 10. 1993. Reuniones conjuntas de las Academias Nacionales de Ciencias Económicas y de Agronomía y Veterinaria sobre Economía Agrícola.
- N.º 11. 1994. Norberto Ras. Crónica de la Frontera Sur.
- N.º 12. 1994. Antonio Nasca. Introducción al manejo integrado de plagas.
- N.º 13. Luis de Santis. 1994. Catálogo de Himenópteros Calcidoideos. 3.er complemento.
- N.º 14. Manuel V. Fernández Valiera. 1994. Virus patógenos de las plantas y su control (2 volúmenes)
- N.º 15. Norberto Ras et al. 1994. Innovación tecnológica agropecuaria, aspectos metodológicos.
- N.º 16. 1990. Resúmenes de tesis de estudios de postgraduación en Ciencias Agropecuarias. 1.ª serie (en colaboración con la FECIC).
- N.º 17. 1992. Resúmenes de tesis de estudios de postgraduación en Ciencias Agropecuarias. 2.ª serie (en colaboración con la FECIC).
- N.º 18. Armando de Fina. 1992. Aptitud agroclimática de la República Argentina.
- N.º 19. Budyko, Borzenkova, Menzhulin y Shiklomanov. 1994. Cambios antropogénicos del clima en América del Sur.
- N.º 20. DR Crespo y RE Lecuona. 1996. Dípteros, plaga de importancia económica y sanitaria.
- N.º 21. M Fernández y A. Marzocca. 1996. Desafíos de la realidad; el posgrado en ciencias agropecuarias en la Argentina.
- N.º 22. 1997. Encefalitis espongiformes en el hombre y los animales. Simposio internacional.
- N.º 23. José A Carrazzoni. 1997. Crónica del campo argentino.
- N.º 24. Marcelo Doucet. 1999. Nematodos del suelo.
- N.º 25. M Fernández y A Marzocca. 1999. Una síntesis posible. La capacitación de postgrados en ciencias agropecuarias y el mercado de trabajo en la República Argentina.
- N.º 26. José A Carrazzoni. 1999. Sobre médicos y veterinarios.
- N.º 27. PCO Fernández. 1999. Sistemas hidrometeorológicos en tiempo real.
- N.º 28. 1999. Seminario Internacional. Enfermedades transmitidas por alimentos, su importancia en la industria y la salud pública.
- N.º 29. J Penna, H Juan, D Lema y Ángel Marzocca. 2000. La ganancia económica de la inversión en el capital humano. El caso de los posgrados en ciencias agropecuarias en la Argentina.
- N.º 30. Carrillo, Bernardo J, J Blanco Viera et al. 2001. Encefalopatías espongiformes transmisibles (TSE).
- N.º 31. Norberto Ras. 2001. El origen de la riqueza en una frontera ganadera; fines del siglo XVIII en el Río de la Plata.
- N.º 32. Norberto Ras y Julio Penna. 2003. La Argentina: una identidad en crisis; pasado, presente y futuro de una esperanza.
- N.º 33. Ángel Marzocca. 2005. Plantas exóticas colorantes o tintóreas cultivadas en la Argentina.
- N.º 34. Rafael García-Mata. 2009. Revelación del enigma del Río Jordán.
- N.º 35. Edmundo Cerrizuela. 2010. Los tratados sobre agricultura de la antigüedad (3000 AC a 1600 DC).
- N.º 36. Marcelo Regúnaga y Julio García Tobar. 2012. Cadenas de base pecuaria, una gran oportunidad.